# 노스웨스턴 대학교
노스웨스턴 대학교(영어: Northwestern University)는 미국 일리노이주 시카고 교외 도시인 에번스턴과 시카고에 있는 최상위권 명문 사립 대학이다. 세계 최고의 대학교 중 하나로 손꼽히며, 여러 대학 순위에서 우수한 성적을 보인다. 특히 경영학 및 언론학과 저널리즘학은 세계적으로 유명하다.
노스웨스턴 대학교는 미국의 중서부 개척기인 1851년에 설립됐다. 설립자인 존 에번스는 다른 감리교 신자들과 힘을 합쳐 이 지역에 최우수 교육을 실시한다는 목적을 세우고 학교를 시작하였으며, 현재 에번스턴에 밀집해있는 인문 과학 대학, 교육·사회 정책 대학, 공학·응용대학, 언론 대학, 저널리즘 대학, 음악 대학과 시카고에 있는 전문대학원들인 로스쿨, 메디컬 스쿨, 그리고 에번스턴과 시카고에 있는 경영대학원 등으로 구성된 종합 대학으로 발전하였다. 또한 카타르에 있는 도시, 도하에 세워진 저널리즘/커뮤니케이션 대학이 있다.
노스웨스턴은 학문 위주의 틀에 벗어나, 많은 다양성을 추구하며, 학문뿐 아니라 스포츠 활동으로도 많은 기여를 하고 있다. 이 학교는 미국 중서부 빅 텐(Big Ten) 대학 스포츠 연맹에 속해 있다. 에번스턴과 시카고의 캠퍼스로 나뉘어 있으며, 미시간호를 따라 두 캠퍼스가 연결되어 있다.
노스웨스턴은 학부생에게도 절반 이상이 장학금을 받을만큼 여러 가지 지원 정책을 갖고 있다. 교수는 약 2,291명, 교수 1인당 학생수는 6명 정도이다. 교내에 영화, 재즈 밴드, 사진, 사회 봉사 등 190여 개의 동아리가 현재 활동 중이다. 이 학교의 소수민족 학생 중 가장 많은 수는 동양인으로 전체의 20%에 달하고 있다. 그 다음이 흑인계로 약 8%, 히스패닉계가 9% 정도이다.
노스웨스턴 대학교는 현재까지 졸업생과 교수를 포함해서 33명의 노벨상 수상자를 배출했다.
노스웨스턴 대학교는 비영리로 운영되며 현 기부금은 약 ₩20조 원이며 미국에서 7번째로 많다.
노스웨스턴 2021-2022년 학부과정 등록금 및 수수료는 $60,276이다 (출석 비용은 $83,838).

## 구성
노스웨스턴대는 에번스턴에 있는 6개 학부와 대학원으로 구성된 단과대학, 에번스턴과 시카고에 있는 경영대학원, 그 외 시카고에만 있는 의학대학원, 법학대학원 등이 있다.
에번스턴 캠퍼스
- 문리대학 (Weinberg College of Arts and Sciences), 6위
- 공과대학 (McCormick School of Engineering and Applied Science), 16위
- 저널리즘대학 (Medill School of Journalism, 1위[4]
- 커뮤니케이션대학 (School of Communication), 3위
- 음악대학 (Bienen School of Music), 6위
- 교육사회정치대학 (School of Education and Social Policy), 5위
- 켈로그 경영대학원 (Kellogg School of Management), 3위

시카고 캠퍼스
- 법학대학원 (School of Law) Pritzker, 9위)
- 의학대학원 (Feinberg School of Medicine), 17위)

## 학부 입학 현황
2025년 졸업예정으로 2023년 가을에 입학하는 학부 신입생의 경우 47,633명의 지원자 중에서 6.8%인 3,239명이 합격하였다. 입학생 중의 작문 시험 점수를 제외한 중간 50% SAT 점수가 1480-1560 (1600 만점)이고 ACT 점수가 33-36 (36 만점)이다. 그리고 신입생의 92%가 고등학교에서 top 1~2%에 속했다. 2007년에는 입학자 중에서 249명이 내셔널 메릿 장학생(국가 장학생)이었는데 이는 미국에서 세번째로 많은 수였다.

## 각종 랭킹
노스웨스턴은 미국 최상위권 대학에 속한다. 
2025 U.S. 뉴스 & 월드 리포트 미국 대학교 순위 공동 6위에 랭크되어 있다.
미국 대학 순위에 주로 10위 내외를 기록하는 소위 미국의 Top10 대학교로 2025년 US News노스웨스턴 대학교의 총 기금(Endowment Fund)은 기준 $16.1 billion USD(약 ₩20조원)으로 집계된다 (7위). 미국의 권위있는 《U.S. 뉴스 & 월드 리포트》에 의하면 2024년 노스웨스턴 대학교는 전미 공동 6위로 평가되었다. 켈로그 경영대학원은 3위, 로스쿨은 9위, 그리고 메디컬 스쿨은 17위로 평가되고 있다.. 또한 많은 사회과학 (e.g. 경제학 7위)과 자연과학/공학 (e.g. 화학과 4위, 재료공학 4위) 학과들이 높게 평가되고 있다.. 특히 언론/커뮤니케이션 전공의 경우, 메딜 언론대학이 47명의 퓰리처상 수상자를 배출하며 전미 1위, 커뮤니케이션 대학이 전미 3위를 기록하며 명실상부 명문 언론/커뮤니케이션 대학교로 인정받고 있으며, 전세계에 유수의 동문들을 배출하며 Purple Mafia로서의 입지를 견고히 하고 있다. 또한, 켈로그 경영대학원은 《파이낸셜 타임스》의 2024년 세계 경영대학원 순위에서 세계 6위를 기록했다.
2021년 중국 세계 대학 학술 순위에서는 세계 15위, 2021년 영국 타임즈 고등교육 세계 대학 랭킹에서는 세계 20위, 2021년 영국 QS 세계 대학 순위에서는 세계 29위를 차지했다.

## 조직
노스웨스턴 대학교는 비영리로 운영되며 현 기부금은 약 ₩16.5조 원이며 미국에서 7번째로 많다. 의대만으로 2.5조 규모이고 향후 1.5조 원 정도 의학연구기금이 쓰일 예정이다. 현재 아곤 국립 연구소와 협력 중이며 국제 나노기술 연구소(International Institute for Nanotechnology)의 본거지이기도 하다.

## 동문
아카데미 남우주연상을 수상한 배우 찰턴 헤스턴, 배우 워런 비티, 줄리아 루이스 드레이퍼스, 코미디언 세스 마이어스, 전 국무장관 윌리엄 제닝스 브라이언, 1972년 대통령 선거 후보 조지 맥거번, 전 UN 대사 애들레이 스티븐슨, 노벨 문학상 수상자인 솔 벨로, 노벨 경제학상 수상자 조지 스티글러, 노벨 생리학·의학상 수상자 로버트 퍼치곳, 연방대법원 대법관이였던 존 폴 스티븐스 등과 현재 시카고 시장으로 있는 람 이매뉴얼, IBM 회장으로 있는 지니 로메티, 코넬 대학 총장으로 있는 데이비드 스코튼, 싱어송라이터 레이철 야마가타, 《콜베어 르포》 진행자인 스티븐 콜베어, 2012년 하계 올림픽 수영 부문 금메달리스트 매슈 그리버스, 서식스 공작부인 메건등 각계에서 활약하는 수많은 동문들이 있다. 로버타 버펫 ('54), 수잔 톰슨 버핏 ('54), 하워드 워렌 버핏은 ('06) 노스웨스턴을 졸업했다. 제프 베이조스의 딸 에미 베이조스은 ('28) 현재 노스웨스턴 대학교에 재학 중입니다. 한인 및 한국계미국인 동문으로는 제9·10대 연세대학교 총장 안세희, 제9대 주미대사 함병춘, 헌법학자 윤후정, 물리학자 신성철, 법률가 이소은, 경제학자 김드보라, 가수 존 박 등이 있다.

## 갤러리

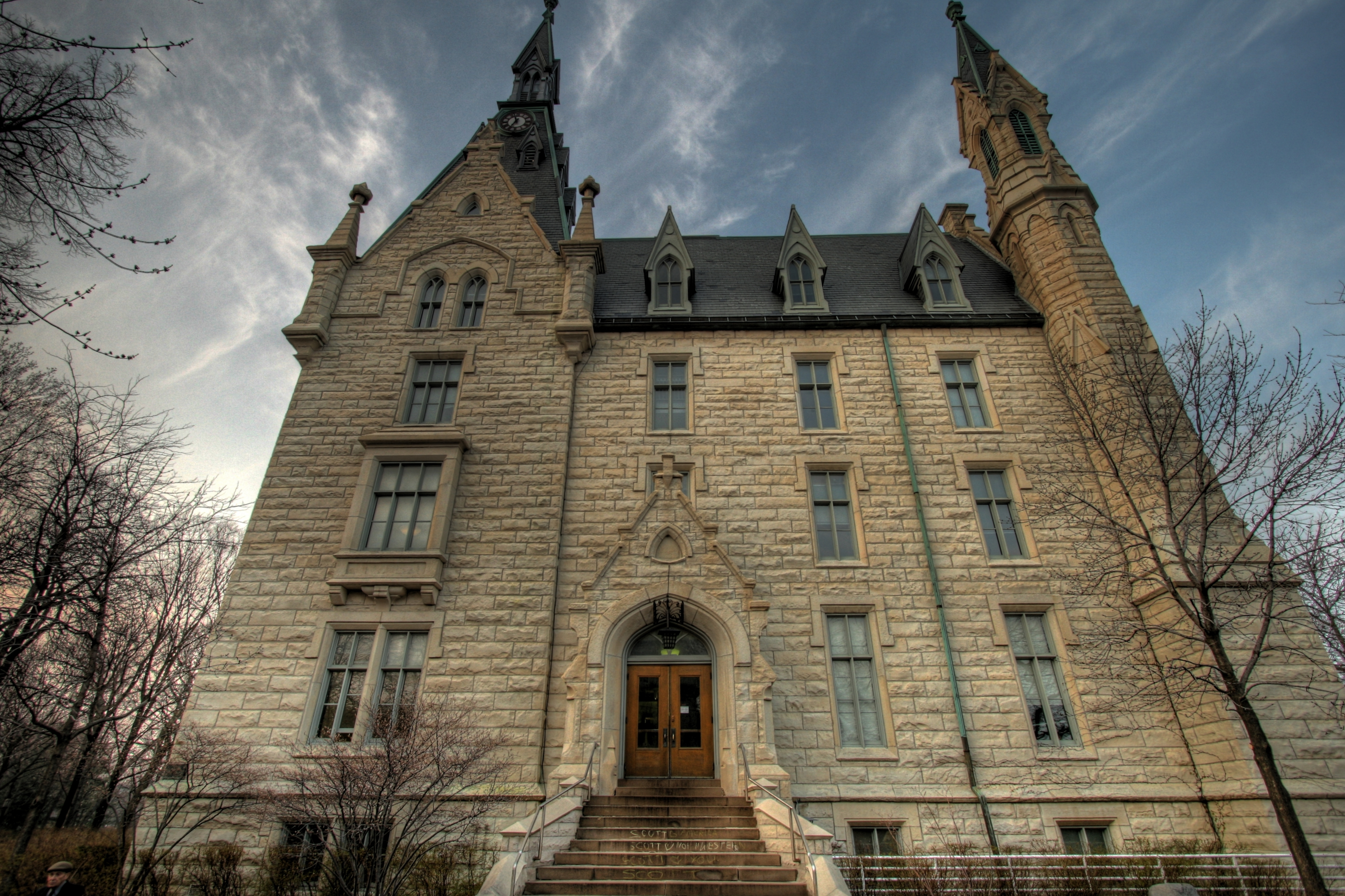
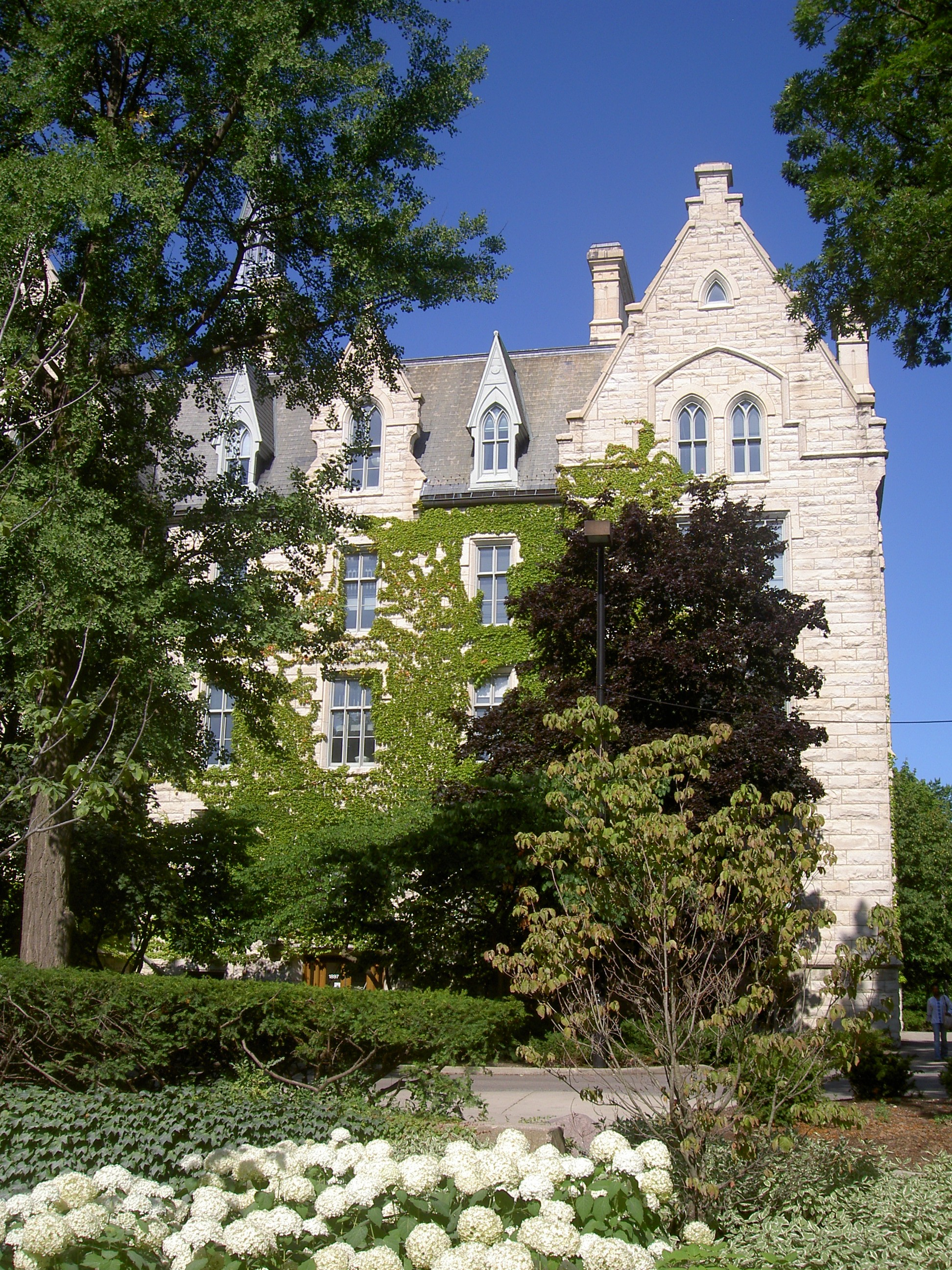
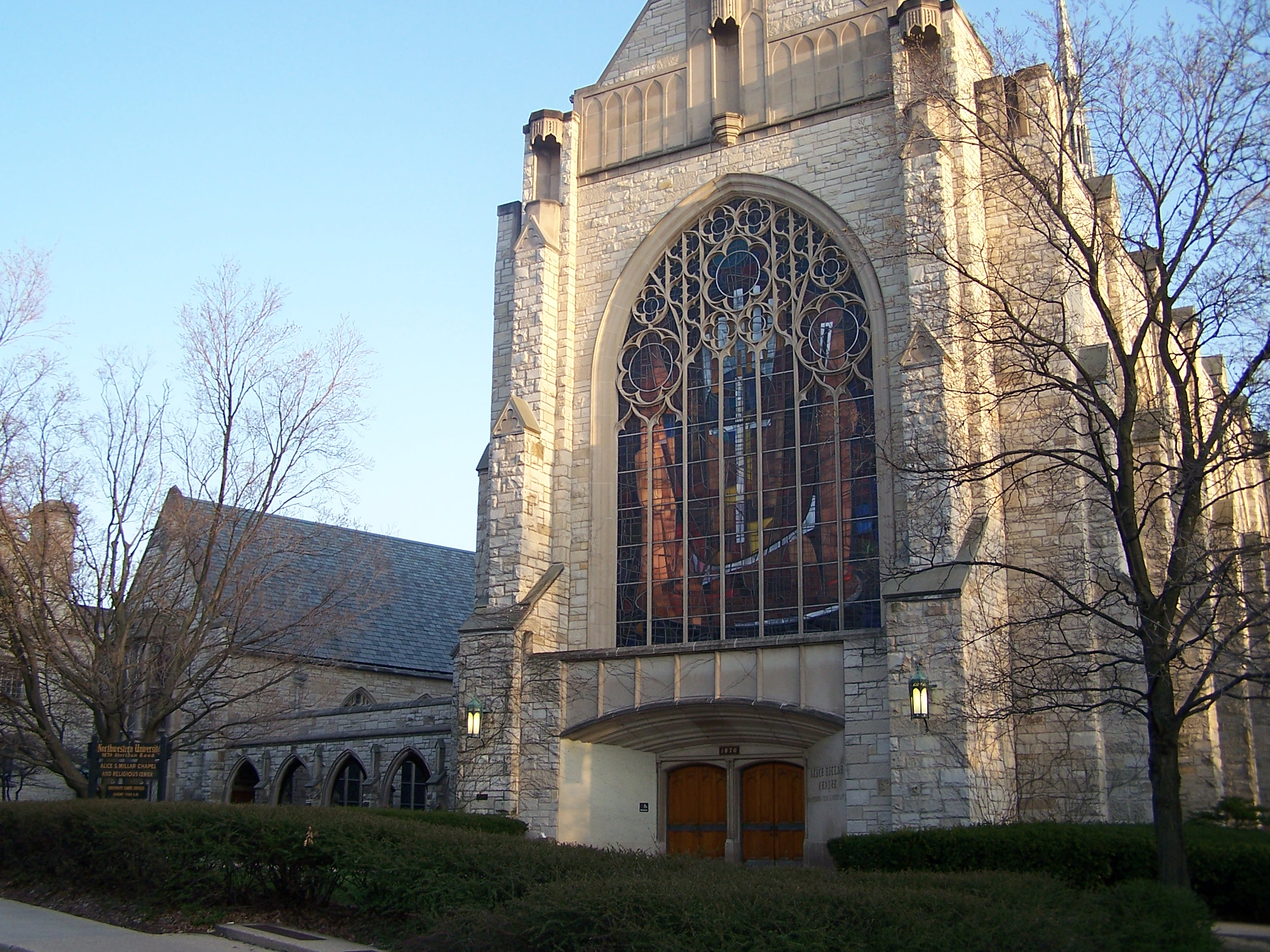
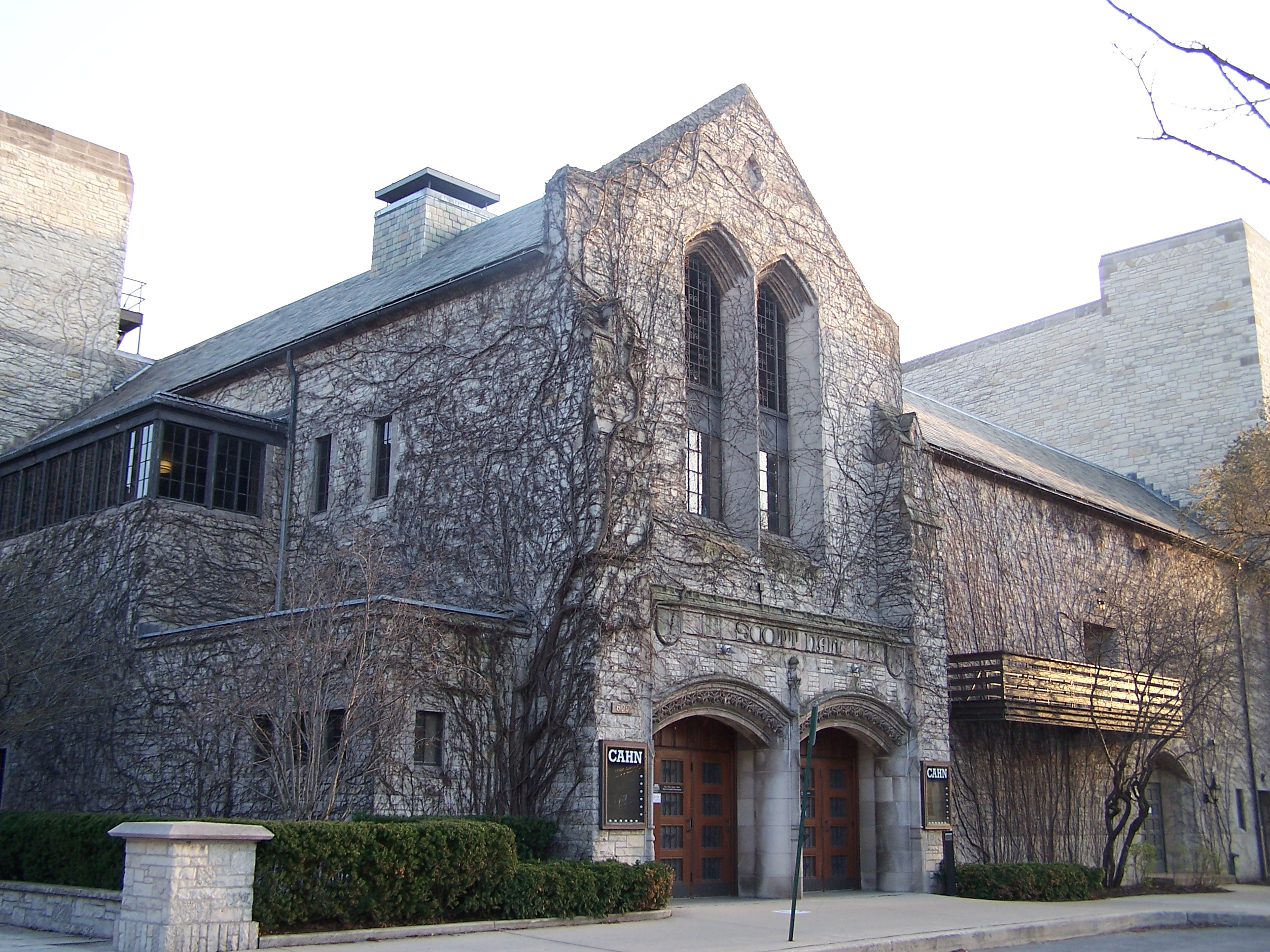
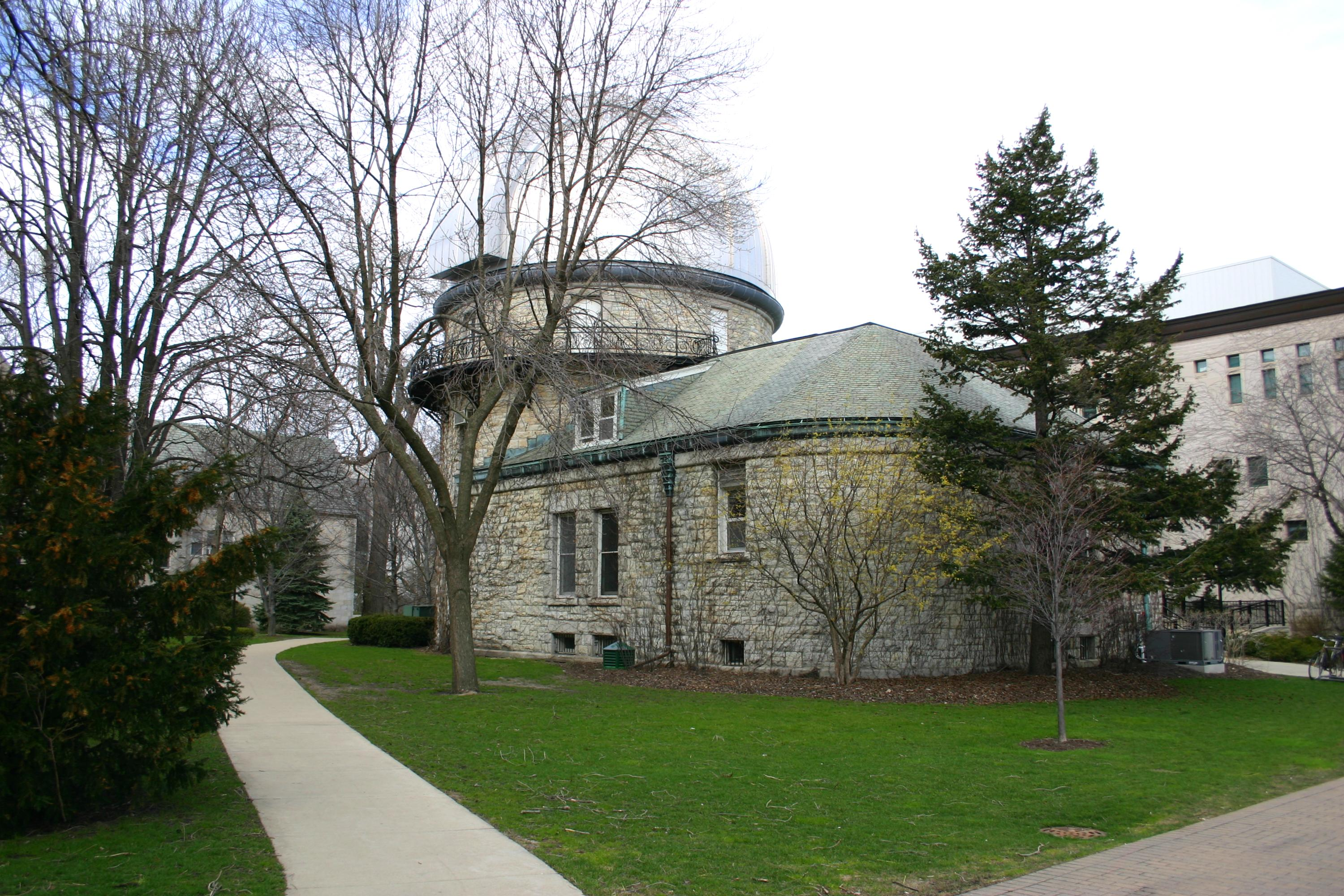
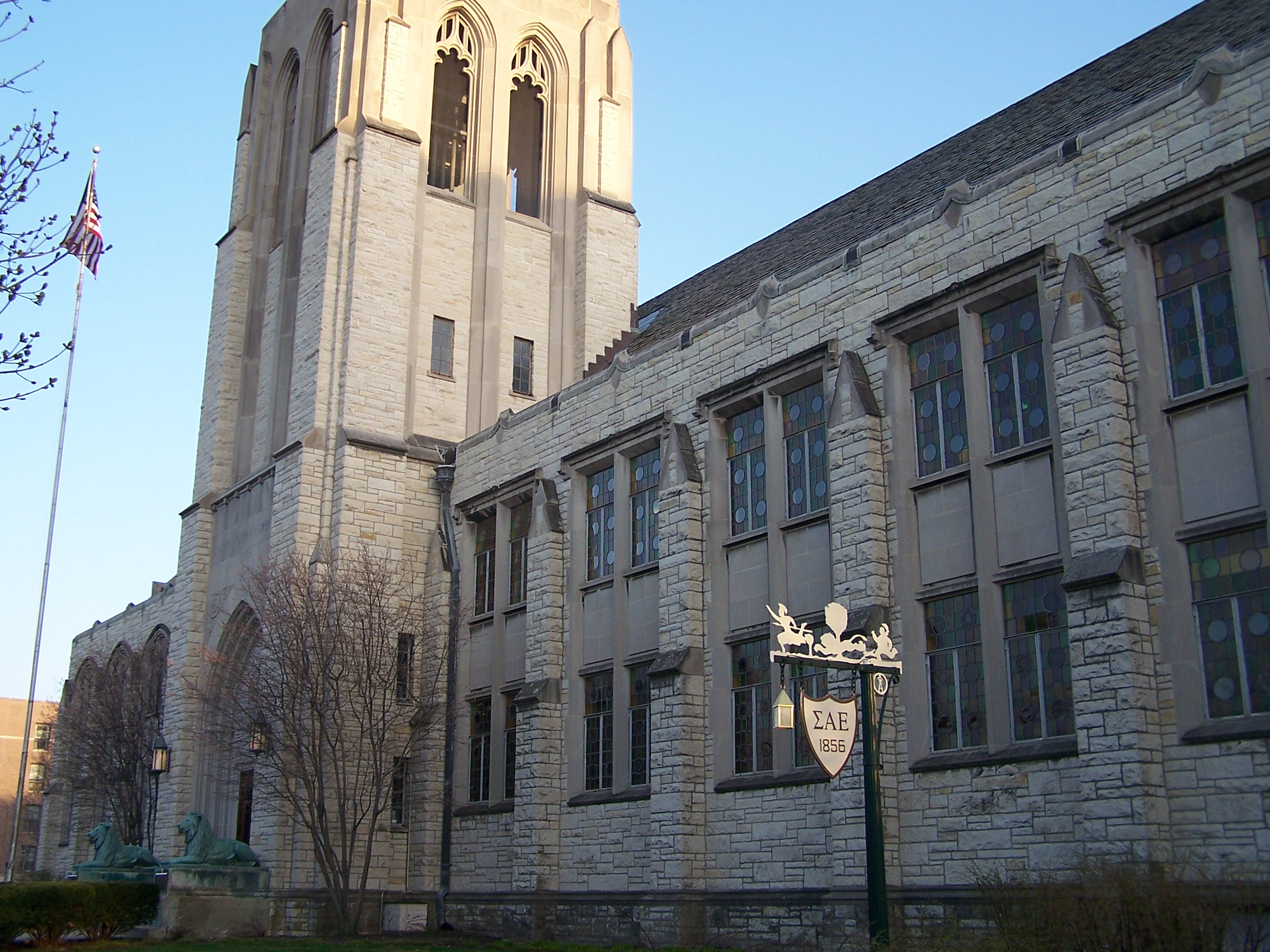
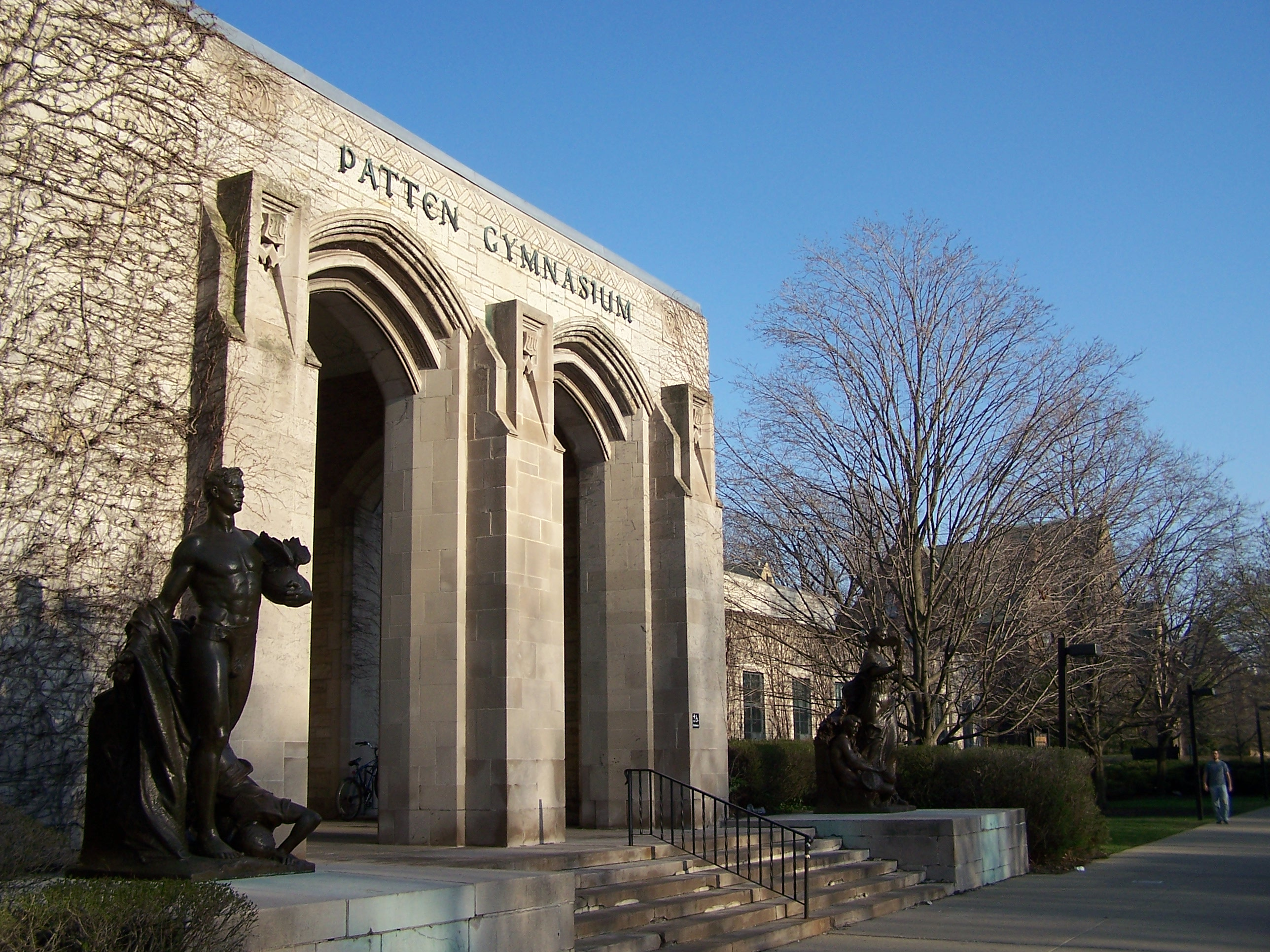
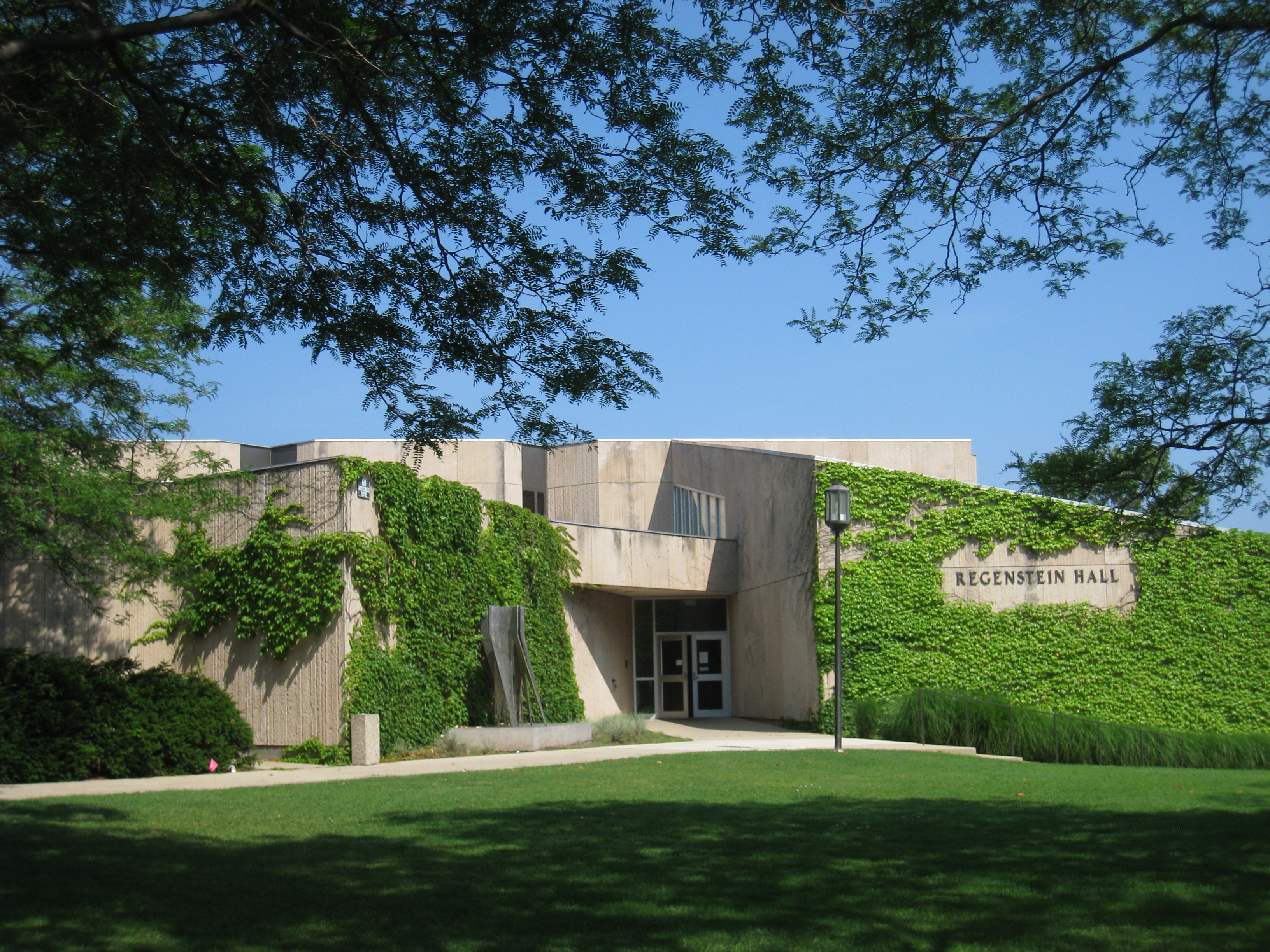
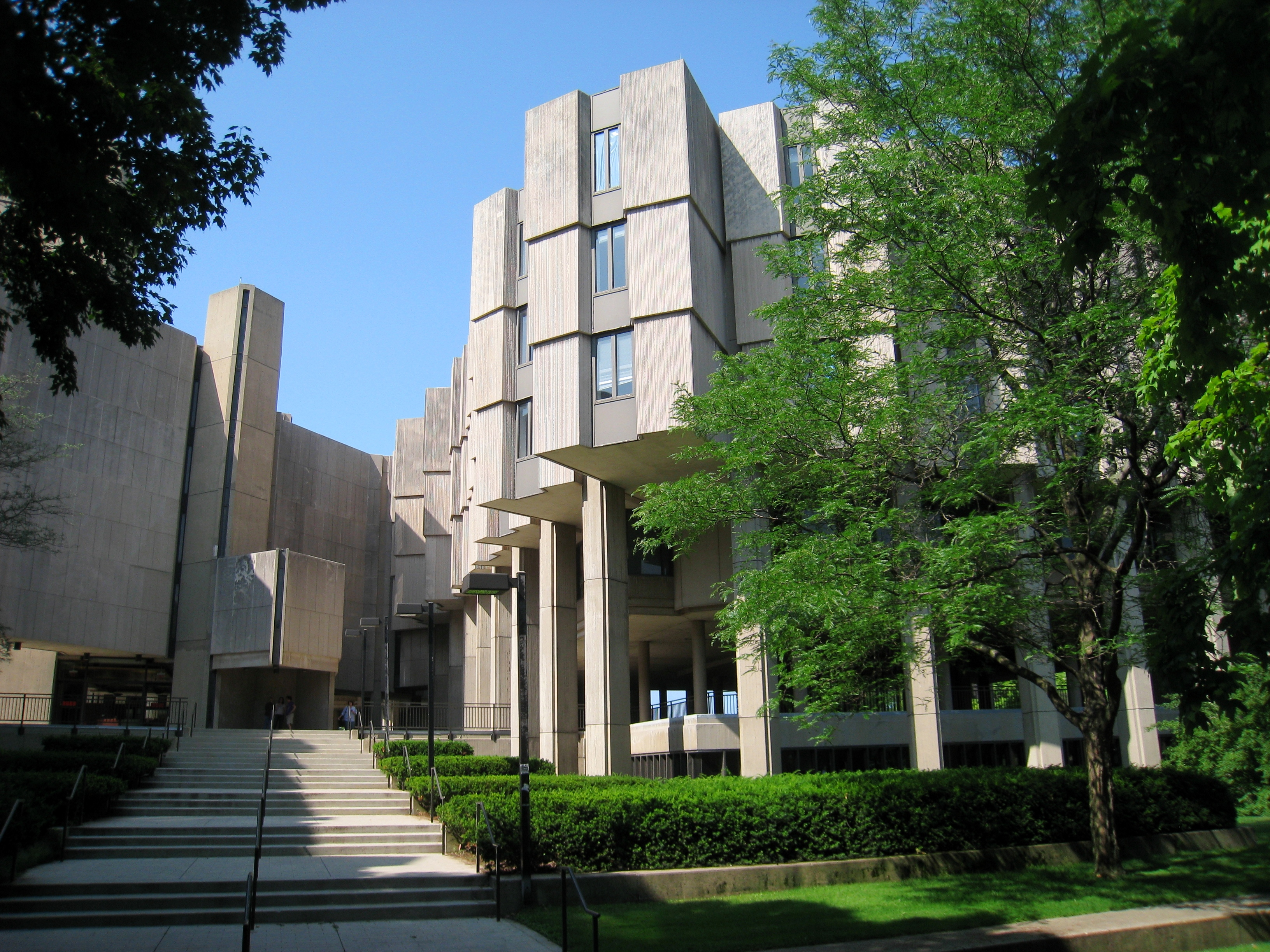
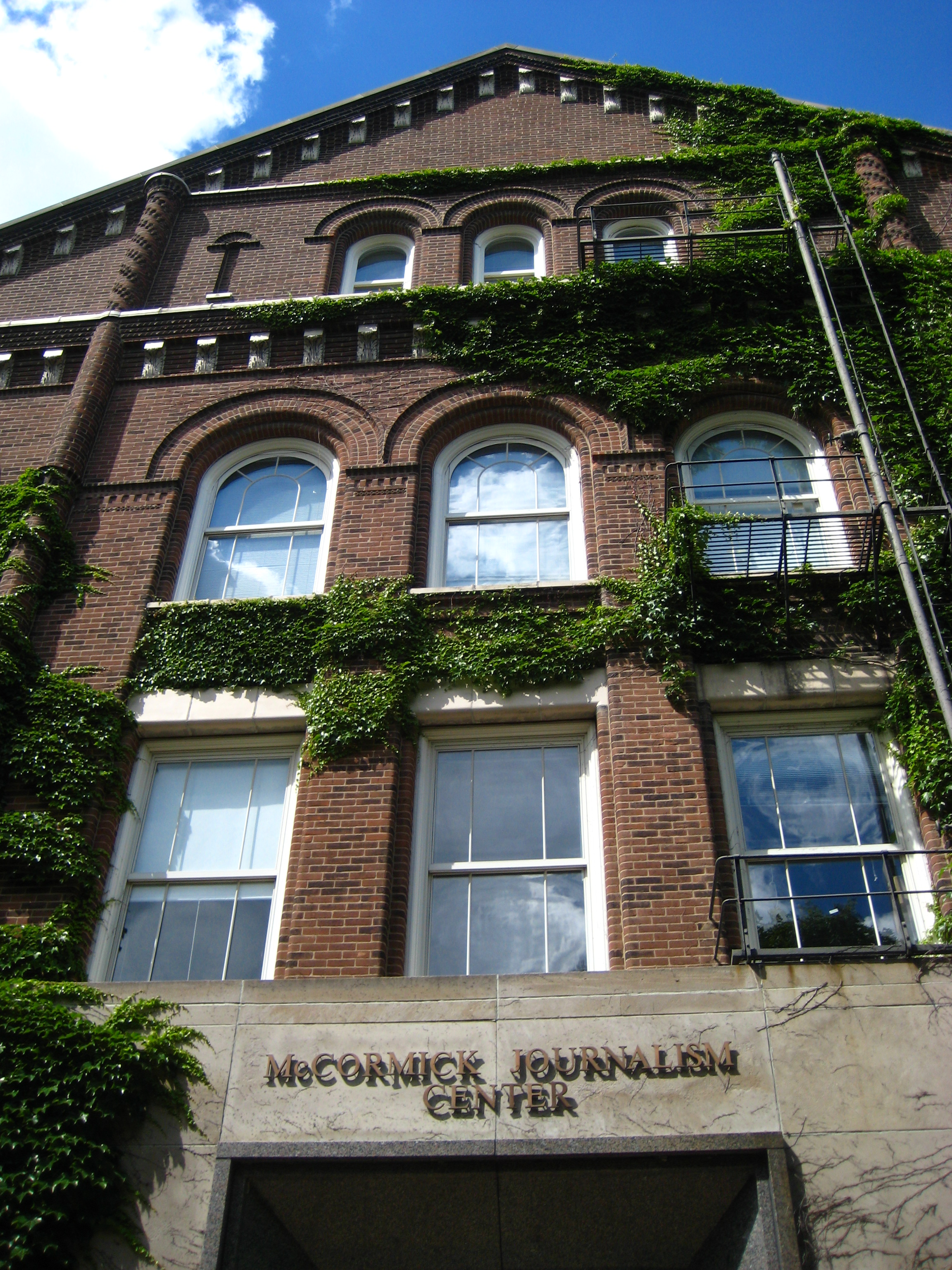
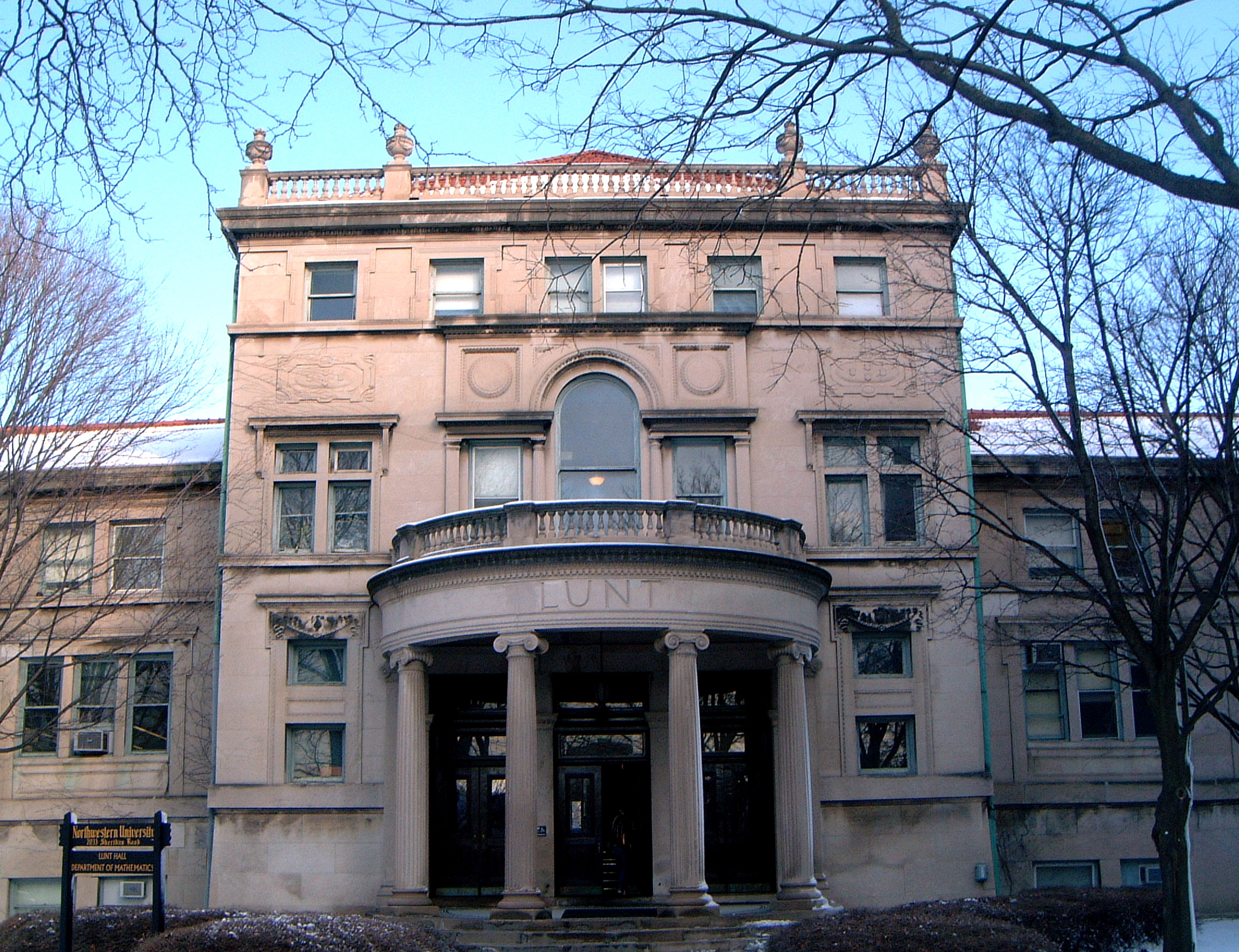
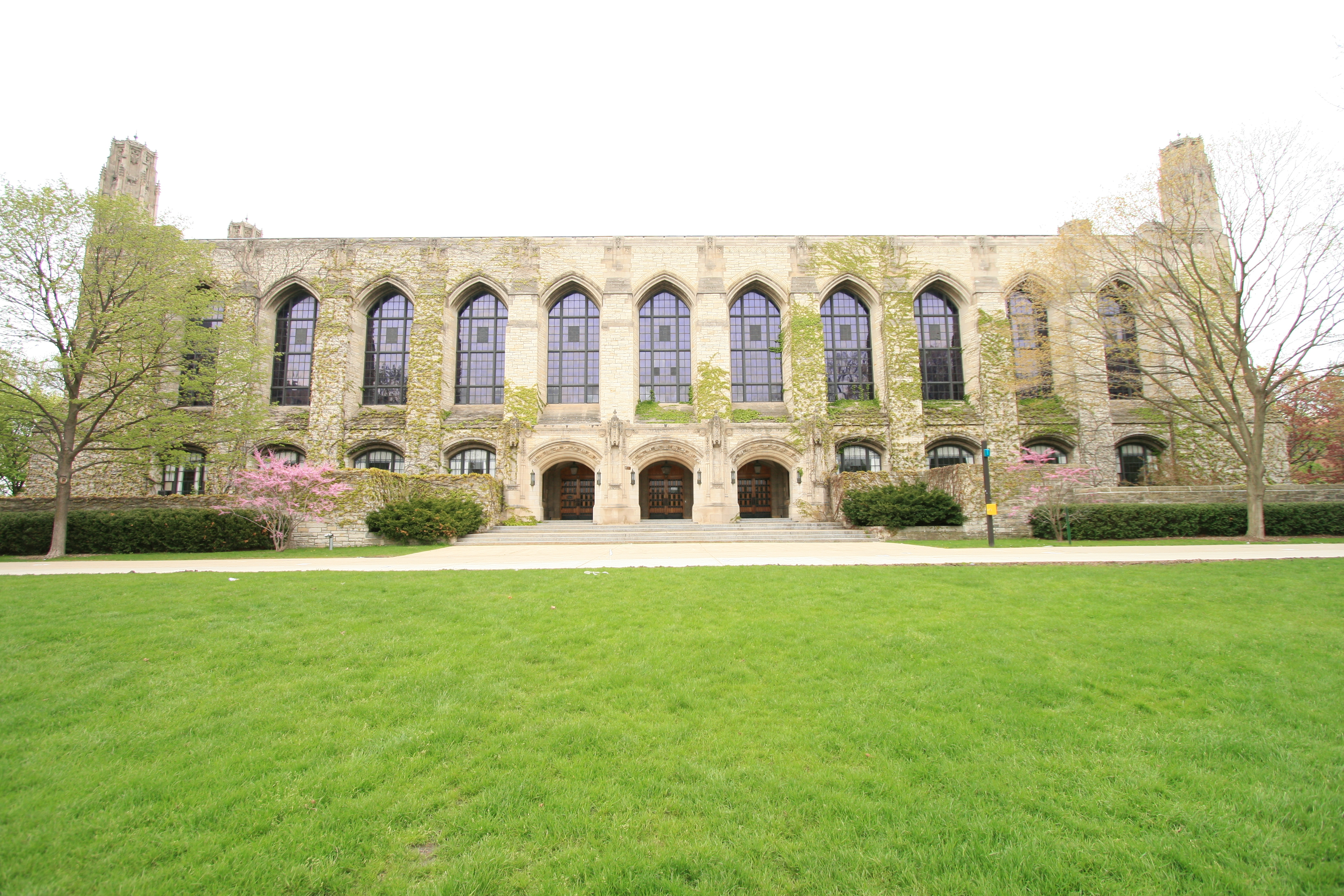
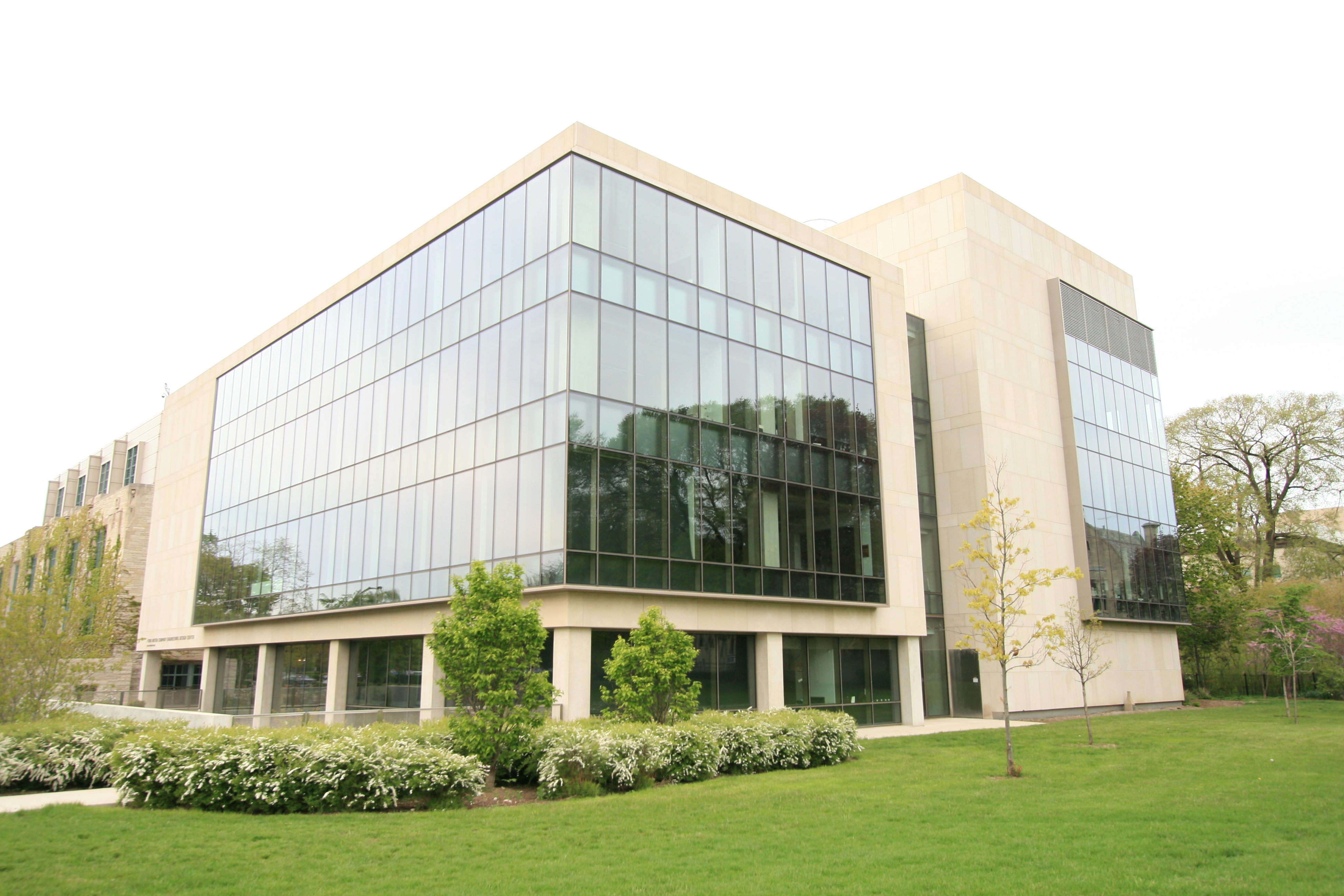
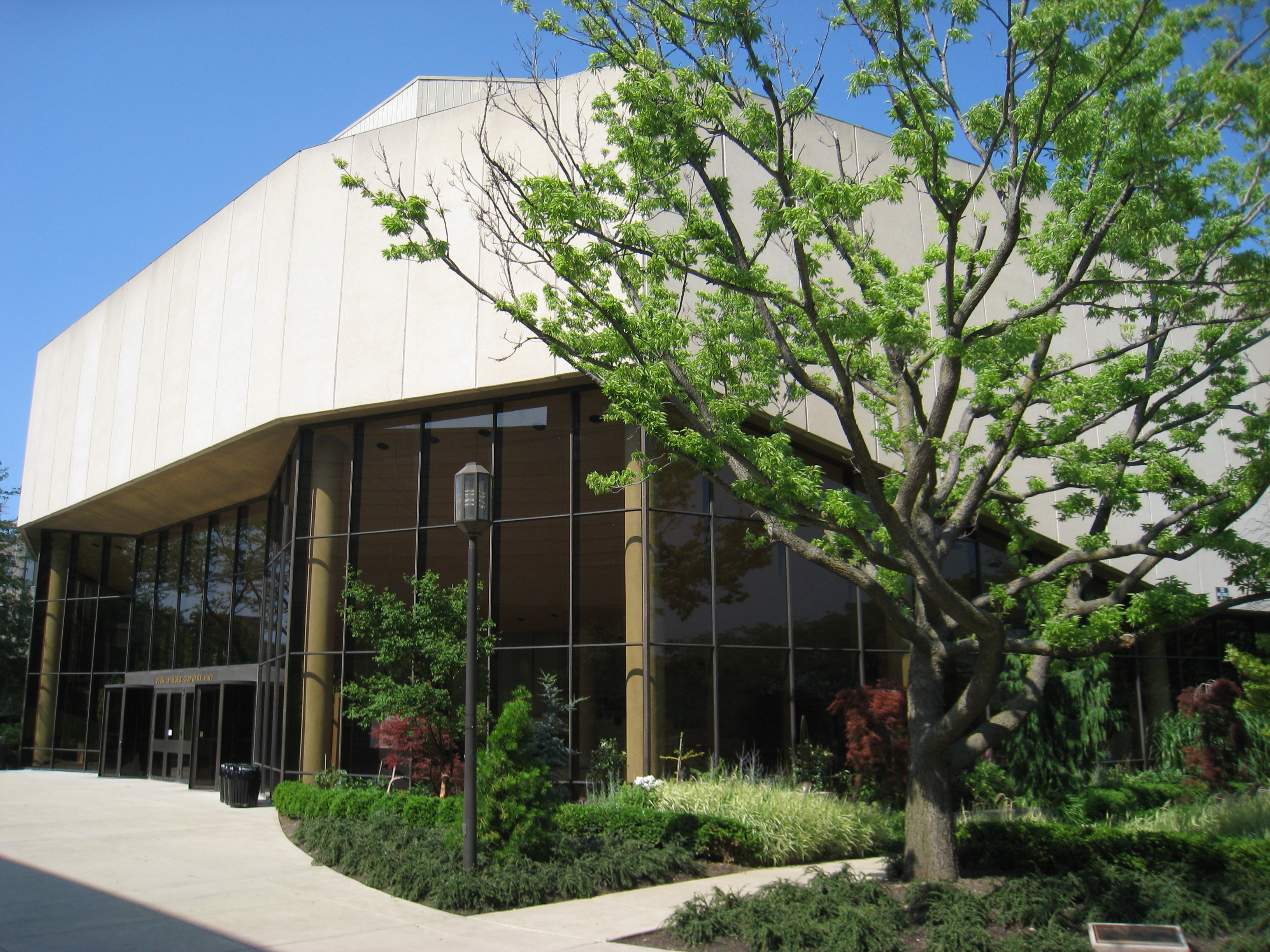
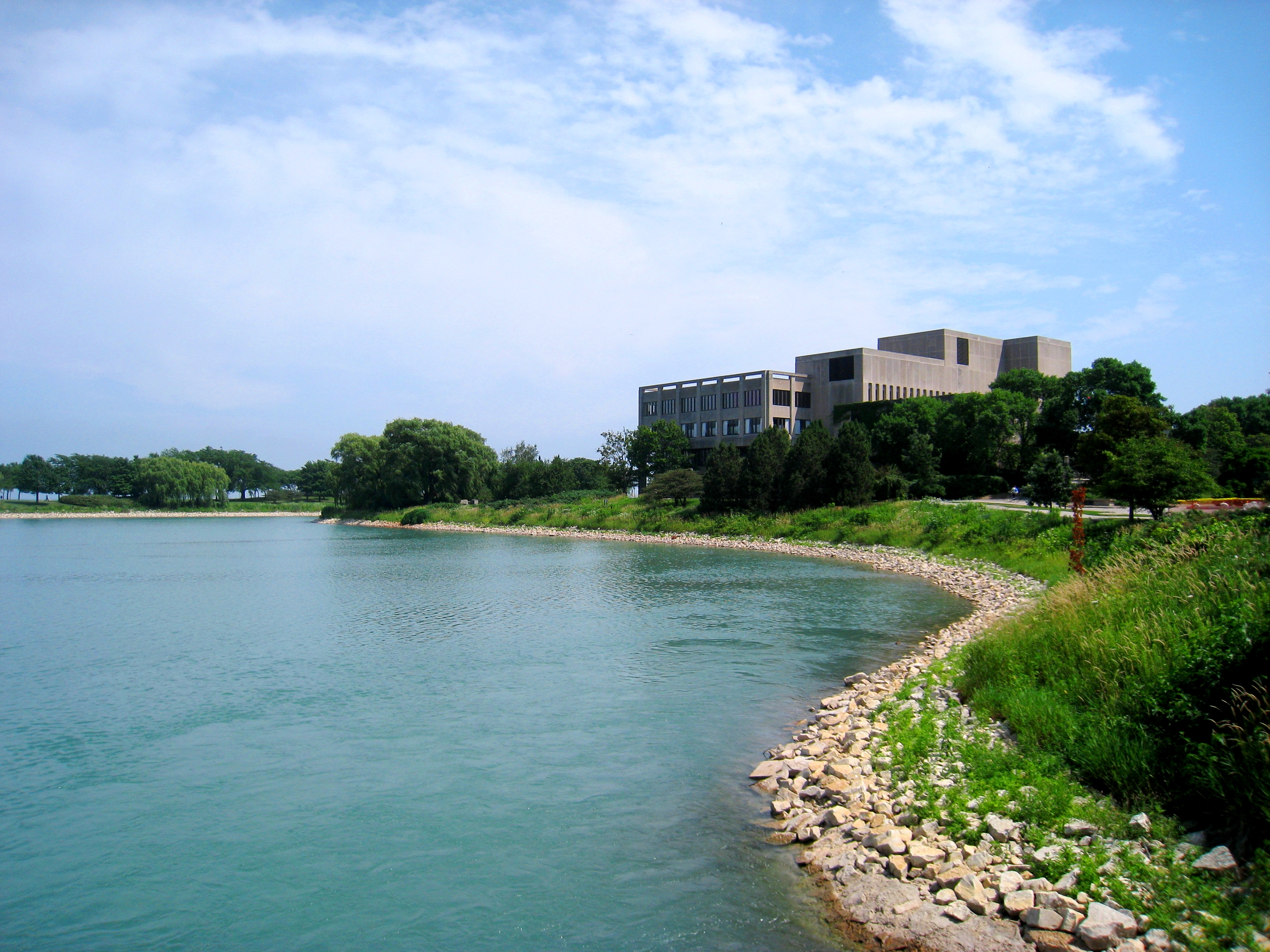

## 같이 보기
- 켈로그 경영대학원
- 노스웨스턴 대학교 법학대학원